# 16150 Clinch
16150 Clinch è un asteroide della fascia principale. Scoperto nel 1999, presenta un'orbita caratterizzata da un semiasse maggiore pari a 2,6326252 UA e da un'eccentricità di 0,2237969, inclinata di 14,50407° rispetto all'eclittica.